# Европско првенство у атлетици у дворани 1975 — 400 метара за мушкарце
Такмичење у дисциплини трчања на 400 метара у мушкој конкуренцији на 6. Европском првенству у атлетици у дворани 1975. године одржано је 8. и 9. марта у Спортско-забавној дворани „Рондо” у Катовицама, (Пољска).
Титулу европског првака освојену на Европском првенству у дворани 1974. у Гетеборгу бранио је Алфонс Бријденбах из Белгије.

## Земље учеснице
Учествовало је 9 атлетичара из 9 земаља.
1. Белгија (1)
2. Грчка (1)
3. Финскаа (1)
4. Италија (1)
5. Југославија (1)
6. Пољска (1)
7. Совјетски Савез (1)
8. Шведска (1)
9. Западна Немачка (1)

## Рекорди
| Рекорди пре почетка Европског првенства у дворани 1975.     | Рекорди пре почетка Европског првенства у дворани 1975. | Рекорди пре почетка Европског првенства у дворани 1975. | Рекорди пре почетка Европског првенства у дворани 1975. | Рекорди пре почетка Европског првенства у дворани 1975. | Рекорди пре почетка Европског првенства у дворани 1975. |
| ----------------------------------------------------------- | ------------------------------------------------------- | ------------------------------------------------------- | ------------------------------------------------------- | ------------------------------------------------------- | ------------------------------------------------------- |
| Светски рекорд                                              | Лучано Сушањ                                            | Југославија                                             | 46,38                                                   | Ротердам, Холандија                                     | 11. март 1973.                                          |
| Европски рекорд                                             | Лучано Сушањ                                            | Југославија                                             | 46,38                                                   | Ротердам, Холандија                                     | 11. март 1973.                                          |
| Рекорди европских првенстава                                | Лучано Сушањ                                            | Југославија                                             | 46,38                                                   | Ротердам, Холандија                                     | 11. март 1973.                                          |
| Рекорди после завршеног Европског првенства у дворани 1975. |                                                         |                                                         |                                                         |                                                         |                                                         |
| Нових рекорда није било.                                    |                                                         |                                                         |                                                         |                                                         |                                                         |

## Освајачи медаља
|                              |                          |                             |
| Херман Келер Западна Немачка | Јосип Алебић Југославија | Семио Кочер Совјетски Савез |

## Резултати

### Квалификације
У квалификацијама такмичари су били подељени у 3 групе по три атлетичара. У полуфинале су се пласирала прва двојица из све три груое (КВ) и двојица најбољи по постигнутом резултату (кв) 
| Место | Група | Атлетичар         | Земља           | Време | Белешка |
| ----- | ----- | ----------------- | --------------- | ----- | ------- |
| 1.    | 3     | Алфонс Бријденбах | Белгија         | 48,47 | КВ,     |
| 2.    | 2     | Семио Кочер       | Совјетски Савез | 46,15 | КВ      |
| 3.    | 1     | Ставрос Дзордзис  | Грчка           | 48.69 | КВ      |
| 4.    | 2     | Херман Келер      | Западна Немачка | 48,88 | КВ      |
| 5.    | 3     | Јосип Алебић      | Југославија     | 49,00 | КВ      |
| 6.    | 3     | Михаел Фредриксон | Шведска         | 49,00 | кв      |
| 7.    | 1     | Оси Картунен      | Финскаа         | 49.30 | кв      |
| 8.    | 2     | Јозеф Ласковски   | Пољска          | 49,46 | КВ      |
| 9.    | 2     | Флавио Борги      | Италија         | 49,92 |         |

### Полуфинале
У полуфиналу такмичари су подељени у 2 групе по четири атлетичара. У финале су се пласирала прва двојица из обе групе (КВ). Пошто двојица атлетичара из друге полуфиналне групе нису били информисани о термину одржавања полуфинала, омогућено им је да се сутрадан 9. марта, међусобно такмиче за једно додатно место у финалу (кв) ,
| Место | Група | Атлетичар         | Земља           | Време | Белешка |
| ----- | ----- | ----------------- | --------------- | ----- | ------- |
| 1     | 1     | Јосип Алебић      | Југославија     | 48,07 | КВ      |
| 2     | 1     | Херман Келер      | Западна Немачка | 48,19 | КВ      |
| 3     | 1     | Алфонс Бријденбах | Белгија         | 48,39 |         |
| 4     | 1     | Михаел Фредриксон | Шведска         | 49,18 |         |
| 1     | 2     | Ставрос Дзордзис  | Грчка           | 50,13 | КВ      |
| 2     | 2     | Јозеф Ласковски   | Пољска          | 50,16 | КВ      |
| 1     | 3     | Семио Кочер       | Совјетски Савез | 48.64 | кв      |
| 2     | 3     | Оси Картунен      | Финскаа         | 49,52 |         |

### Финале
| Место | Атлетичар        | Земља           | Време | Белешка |  |
| ----- | ---------------- | --------------- | ----- | ------- |  |
|       | Херман Келер     | Западна Немачка | 48,76 |         |  |
|       | Јосип Алебић     | Југославија     | 49.04 |         |  |
|       | Семио Кочер      | Совјетски Савез | 49.33 |         |  |
| 4     | Јозеф Ласковски  | Пољска          | 49.72 |         |  |
| 5     | Ставрос Дзордзис | Грчка           | 50,90 |         |  |

## Укупни биланс медаља у трци на 400 метара за мушкарце после 6. Европског првенства на отвореном 1970—1975.
|    | Земља           |   |   |   |    |
| -- | --------------- | - | - | - | -- |
| 1. | Западна Немачка | 2 | 1 | 0 | 3  |
| 2. | СССР            | 1 | 1 | 3 | 5  |
| 3. | Пољска          | 1 | 1 | 1 | 3  |
| 4. | Југославија     | 1 | 1 | 0 | 2  |
| 5. | Белгија         | 1 | 0 | 0 | 1  |
| 6. | Источна Немачка | 0 | 2 | 2 | 4  |
|    | Укупно { 6 }    | 6 | 6 | 6 | 18 |

|    | Атлетичар            | Земља  |   |   |   |   |
| 1. | Анджеј Баденски      | Пољска | 1 | 1 | 0 | 2 |
| 2. | Александар Братчиков | СССР   | 1 | 0 | 1 | 2 |
| -- | -------------------- | ------ | - | - | - | - |

## Рефренце
1. ↑  „17. Светско првенство у атлетици у дворани: IAAF Statistics Handbook. Бирмингем 2018.” (pdf). Monte Carlo: IAAF Media & Public Relations Department. 2018. стр. 326. Приступљено 14. 11. 2018.
2. ↑  Развој светског рекорда  на 400 метара у дворани Track and Field Statistics
3. ↑  Резултати квалификација трке на 400 м ЕПд 1975. на сајту maik-richter.de
4. ↑  Резултати полуфинала трке на 400 м ЕПд 1975. на сајту maik-richter.de
5. ↑  Резултати финалне трке на 400 м ЕПд 1975. на сајту maik-richter.de